# Pieniężno
Pieniężno (Duits: Mehlsack) is een stad in het Poolse woiwodschap Ermland-Mazurië, gelegen in de powiat Braniewski. De oppervlakte bedraagt 3,83 km², het inwonertal 2975 (2005).

## Geschiedenis
Oorspronkelijk heette de plaats ‘Malcekuke’, een naam van de hier wonende Pruzzen die niet geheel duidelijk is maar naar hout of bos verwijst. De kolonisten uit het noorden van Duitsland die zich hier in de 13de eeuw vestigden, maakten er Melzak van. Later werd dat als Mehlsack geïnterpreteerd en in die associatie – een zak meel – kwam het in het wapen van de stad terecht die in 1312 werd opgericht. Ze ontwikkelde zich naast de door de Duitse Orde opgerichte burcht maar bleef klein. In 1466, bij de scheiding van West-Pruisen en Oost-Pruisen in de Tweede Vrede van Thorn, bleef ze onderhorig aan het bisdom Ermland en dus bij West-Pruisen. Daarmee kwam ze onder de Poolse kroon. In 1772 werd, bij de Eerste Poolse Deling, West-Pruisen van Polen afgescheiden en met ook Ermland een deel van het koninkrijk Pruisen. Daarin zou het onder de provincie Oost-Pruisen gebracht worden.
Pas in de tweede helft van de 19de eeuw ontstond kleinschalige industrie en liep het bevolkingstal op naar 4.000, om kort voor de Tweede Wereldoorlog 4.500 te halen.
In februari 1945 werd de stad platgebombardeerd door het Sovjet-leger. De bevolking vluchtte grotendeels bij hun nadering (Verdrijving van Duitsers na de Tweede Wereldoorlog) en nieuwe Poolse bewoners namen hun plaats in. In 1945 kreeg de stad een nieuwe naam naar de in een concentratiekamp omgekomen Poolse verzetsstrijder Seweryn Pieniężny. De ruïnes zouden pas laat worden opgeruimd en sinds 1990 kan gesproken worden van restauratie en reconstructie. Na de oorlog haalde de stad het vooroorlogse inwonertal niet meer in en zakte het tot onder de 3.000.

## Geboren in Mehlsack
- Karl Selke (1836–1893), Oberbürgermeister van Elbing en van Königsberg
- Walter Sigismund Emil Adolf von Pannwitz (1856-1920), intimus van Keizer Wilhelm II die hij vergezelde tijdens zijn ballingschap in Doorn
- Victor Röhrich (1862–1925), hoogleraar en politicus